# Вібілій
Вібілій (д/н — після 50) — король гермундурів.

## Життєпис
Знання про нього обмежені, відомі переважно з праці римського історика Тацита. Можливо був союзником Армінія, або скористався послаблення короля маркоманів Маробода, поваливши того 18 року. Новим королем поставив Катуальду, розраховуючи фактично правити маркоманами. Проте той зайняв проримську позицію. Тому за допомогою невдоволених 19 року Вібілій повалив Катуальду. Спроба самому стати правителем маркоманів спричинила невдоволення Риму. Вібілій не наважився протистояти, тому королем близько 20 року став Ванній.
Наступні 30 років про Вібіліянічого невідомо. У 50 році спільно з лугіями допоміг Вангіону і Сідону, небожам Ваннія повалити того. Подальша доля Вібілія невідома. Навряд за віком міг брати участь у війні з хаттами 58 року.